# Robert Alençonski
Robert Alençonski (1344. – 1377.) bio je francuski plemić i grof Perchea. 
Najmlađi sin grofa Karla II. i španjolske plemkinje Marije de la Cerde, Robert je bio brat Karla III., koji je postao fratar, kao i Petra II. Petar je postao grof Alençona, a Robert grof Perchea nakon što je Karlo III. postao dominikanac.
Robert se oženio Ivanom Rohanskom 5. travnja 1374. godine. Par je dobio sina Karla, koji je umro prije oca.
Poslije Robertove smrti, Robertov brat Petar postao je grof Perchea.